# 官野良太
官野 良太（かんの りょうた、1988年 - ）は、日本の彫刻家、国画会準会員。
2013年に発表された乾漆像『雲のつくり方』が第87回国展彫刻部で新人賞に選出された。